# Карета (Виченца)
Карета је насеље у Италији у округу Виченца, региону Венето.
Према процени из 2011. у насељу је живело 51 становника. Насеље се налази на надморској висини од 185 м.